# Вакъфбанк С.К.
Вакъфбанк С.К (на турски: VakıfBank Spor Kulübü) e турски волейболен клуб, базиран в Истанбул, Турция. Основана през 1986 г., Вакъфбанк С.К е един от най-добрите женски отбори по волейбол в света, спечелвайки рекордно четири пъти Световно първенство за женски клуб по волейбол FIVB и Европейска шампионска лига шест пъти до момента.
От 23 октомври 2012 г. до 22 януари 2014 г. екипът проведе поредица от 73 мача за победа във всички официални вътрешни и международни състезания, което бе признато за световен рекорд от Световните рекорди на Гинес. Клубът спечели всички 52 официални мача, изиграни през сезон 2012 – 2013 и всички 51 официални мача, изиграни през 2013 г. Вакъфбанк С.К. събра всичките пет шампионски трофея непобедени през сезон 2012 – 13, като единственият клуб в историята на волейбола, постигнал този несравним подвиг

## История
Екипът е създаден след сливане между два отделни отбора: Вакъфбанк и Гюнеш Сигорта. Първоначално Вакъфбанк бяха екип от Анкара, но се преместиха в Истанбул след сливането. Името им се променя съответно на Вакъфбанк Гюнеш Сигорта, Вакъфбанк Гюнеш Сигорта Тюрк Телеком (ВГСТТ), Вакъфбанк Тюрк Телеком и Вакъфбанк.
Вакъфбанк спечели три непобедени шампионати на CEV Шампионска лига през 2011, 2013, 2017 и 2018 г. и са единствените непобедени шампиони в историята на Европейската шампионска лига. Те също се класираха на второ място през 1998 и 1999 г. в това състезание. Те спечелиха клубното световно първенство 2013,2017 и 2018 г., Купата на най-добрите отбори на CEV през 2004 г. и Купата на CEV Challenge през 2008 г., докато завършиха на второ място в Световния шампионат по женски клуб по волейбол на FIVB през 2011 г. и трета в Купата на Европейската конфедерация през 2000 г.
Треньорът на отбора е италианецът Джовани Гидети. Вакъфбанк спечели 47 мача от 47 през сезон 2012 – 13 във всички състезания, включително Европейската шампионска лига (12 мача), турската лига (29 мача) и турската купа (6 мача). След този сезон те задържаха по-голямата част от играчите и треньорския щаб за сезон 2013 – 14 с малки промени: Йелена Николич, която взе почивка за волейбол за една година, се върна в отбора [цитиране е необходимо] и италианската международна трансфера на Каролина Костагранде от китайския клуб Guangdong Evergrande VC вместо полския спайкър Малгожата Глинка и японеца Саори Кимура. [необходимо е цитиране] Глинка напусна отбора след три страхотни сезона и се премести в родината си по семейни причини. [цитиране е необходимо]
От 23 октомври 2012 г. до 22 януари 2014 г. Вакъфбанк спечели 73 последователни победи във всички официални състезания, което бе признато за световен рекорд от Световните рекорди на Гинес. По време на този подвиг отборът спечели безпрецедентни 5 трофея, включително Клубното световно първенство, Европейската шампионска лига и вътрешният требъл, състоящ се от турската национална лига, турската купа и турската супер купа. Поредицата им най-накрая приключи на 27 януари 2014 г. в игра срещу съперниците си Фенербахче.

## Професионален отбор

### Настоящ състав
Юли 2020
| №  | Играч             | Дата на раждане  | Височина (m) | Позиция         | Страна   |
| -- | ----------------- | ---------------- | ------------ | --------------- | -------- |
| 1  | Гизем Юрге        | 26 април 1993    | 1.70         | Libero          | Турция   |
| 3  | Джансу Йозбай     | 17 октомври 1996 | 1.82         | Setter          | Турция   |
| 4  | Туба Шеноулу      | 2 февруари 1998  | 1.84         | Outside Hitter  | Турция   |
| 5  | Айча Айкач        | 27 февруари 1996 | 1.76         | Libero          | Турция   |
| 6  | Кюбра Акман       | 13 октомври 1994 | 1.97         | Middle Blocker  | Турция   |
| 8  | Мелис Гюркайнак   | 20 април 1990    | 1.85         | Middle Blocker  | Турция   |
| 9  | Мелиха Исмаилоглу | 17 ноември 1993  | 1.88         | Outside Hitter  | Турция   |
| 10 | Габриела Гимараеш | 19 май 1994      | 1.80         | Outside Hitter  | Бразилия |
| 11 | Изабел Хаак       | 11 юли 1999      | 1.95         | Opposite Spiker | Швеция   |
| 13 | Мишел Барч-Хакли  | 12 февруари 1990 | 1.93         | Outside Hitter  | САЩ      |
| 14 | Гозде Йълмаз      | 9 септември 1991 | 1.95         | Opposite Spiker | Турция   |
| 16 | Милена Рашич      | 25 октомври 1990 | 1.91         | Middle Blocker  | Сърбия   |
| 17 | Мая Огнянович     | 6 август 1984    | 1.83         | Setter          | Сърбия   |
| 18 | Зехра Гюнеш       | 7 юли 1999       | 1.97         | Middle Blocker  | Турция   |

## Отличия

### Международни състезания
- Световно първенство по женски клуб по волейбол на FIVB
  - Победители (4): 2013, 2017, 2018, 2021
  - Подгласници (1): 2011
  - Трето място (2): 2016, 2019
- Шампионска лига на CEV за жени
  - Победители (6): 2011, 2013, 2017, 2018, 2022, 2023
  - Подгласници (4): 1998, 1999, 2014, 2016
  - Трето място (1): 2015
- Купа на CEV
  - Победители (1): 2004
- CEV Challenge Cup
  - Победители (1): 2008
- Top Top Volley International
  - Победители (1): 2008

### Вътрешни състезания
- Турска волейболна лига за жени
  - Победители (11): 1992, 1993, 1997, 1998, 2004, 2005, 2013, 2014, 2016, 2018, 2019
- Tурска купа
  - Победители (6): 1995, 1997, 1998, 2013, 2014, 2018
- Суперкупа на Турция
  - Победители (3): 2013, 2014, 2017
  -  Подгласници (4): 2010, 2015, 2018, 2020